# Myurium purpuratum
Myurium purpuratum là một loài Rêu trong họ Myuriaceae. Loài này được (Mitt.) Dixon & Thér. miêu tả khoa học đầu tiên năm 1921.